# Einsiedelei des Bruder Albert
Die Einsiedelei des Bruder Albert (polnisch Pustelnia Brata Alberta) wurde 1901 im Zakopane-Stil von Stanisław Witkiewicz entworfen und in der Nähe der Alm Kalatówki am Gebirgsbach Bystra in der Westtatra in der Wildnis der Tatra gebaut. Sie liegt in unmittelbarer Nähe des Einsiedlerklosters der Albertinerinnen. Anders als bei anderen seiner Bauten verzichtete Witkiewicz hier auf reiche Verzierungen, um das einfache Leben des heiligen Bruder Albert abzubilden. Das Grundstück stiftete Władysław Zamoyski. 1997 besuchte Papst Johannes Paul II. die Einsiedelei. Johannes Paul II. sprach Bruder Albert heilig. Noch als Karol Wojtyła hatte er ihm ein Theaterstück mit dem Titel Bruder unseres Gottes gewidmet. Seit 2001 ist die Einsiedelei denkmalgeschützt.

## Geographische Lage
Die Einsiedelei befindet sich in der Gemeinde Zakopane im Bystrej-Tal auf dem Gebiet des Tatra-Nationalparks in der Westtatra. In der Nähe des Heiligtums befindet sich die Alm Kalatówki. Die Einsiedelei liegt auf etwa 1.200 Meter Höhe und ist von dichtem Wald umgeben. 

## Tourismus
In der Nähe der Einsiedelei führt der blau markierter Bruder-Albert-Weg im Tatra-Nationalpark.
- ▬ blau markierter Wanderweg von Kuźnice zur Kondratowa-Hütte
- ▬ gelb markierter Wanderweg von der Kirche zum Albertinerkloster auf dem Schlafenden Berg